# Gros-bec casse-noyaux
Pour les articles homonymes, voir Gros-bec.
Coccothraustes coccothraustes
Genre
Espèce
Statut de conservation UICN

 LC  : Préoccupation mineure

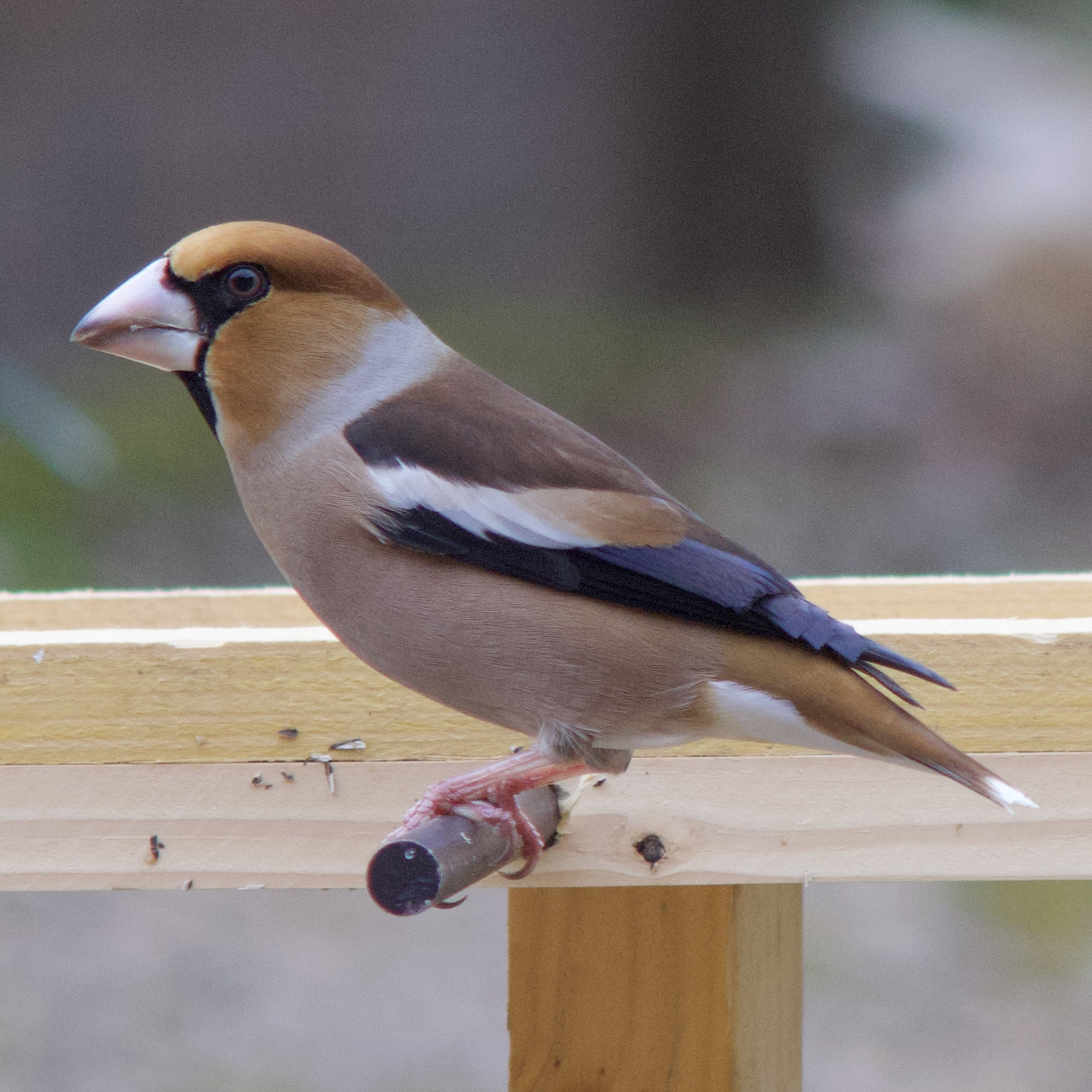
Gros-bec casse-noyaux à une mangeoire. (Lot)

Le Gros-bec casse-noyaux (Coccothraustes coccothraustes) est une petite espèce de passereaux de la famille des Fringillidae. Il est partiellement migrateur. C'est l'espèce la plus grande des Fringillidae et la seule du genre Coccothraustes. Il est apparenté à certains gros-becs, actuellement classés dans des genres différents.

## Historique et dénomination
L'espèce Coccothraustes coccothraustes a été décrite par le naturaliste suédois Carl von Linné en 1758 sous le nom initial de Loxia coccothraustes.

### Synonymie
- Loxia coccothraustes Linné, 1758 Protonyme

## Sous-espèces
D'après la classification de référence (version 12.2, 2022) du Congrès ornithologique international (ordre phylogénique) :
- Coccothraustes coccothraustes buvryi Cabanis, 1862 — nord-ouest de l'Afrique ;
- Coccothraustes coccothraustes coccothraustes (Linnaeus, 1758) — d'Europe jusqu'au centre de la Sibérie et nord de la Mongolie ;
- Coccothraustes coccothraustes humii Sharpe, 1886 — sud du Kazakhstan et de l'est de l'Ouzbékistan jusqu'au nord-est de l'Afghanistan ;
- Coccothraustes coccothraustes japonicus Temminck & Schlegel, 1848 — Kamtchatka, Sakhaline et îles Kouriles (sud-est de la Russie) et Japon ;
- Coccothraustes coccothraustes nigricans Buturlin, 1908 — sud de l'Ukraine, Caucase, nord-est de la Turquie et nord de l'Iran ;
- Coccothraustes coccothraustes schulpini Johansen, 1944 — sud-est de la Sibérie, nord-est de la Chine et Corée.

## Description
Le gros-bec est gros et corpulent, mesure environ 17 à 18 cm et se distingue par son énorme bec triangulaire noir bleuté au printemps et jaunâtre à l'automne et son cou épais ; il présente une queue assez courte ; sa silhouette penche toujours vers l'avant. Ses yeux sont rosés ; ses pattes passent du sombre en hiver au rose clair en été. Il paraît légèrement disproportionné à cause de son cou très volumineux.

### Aspect de l'adulte

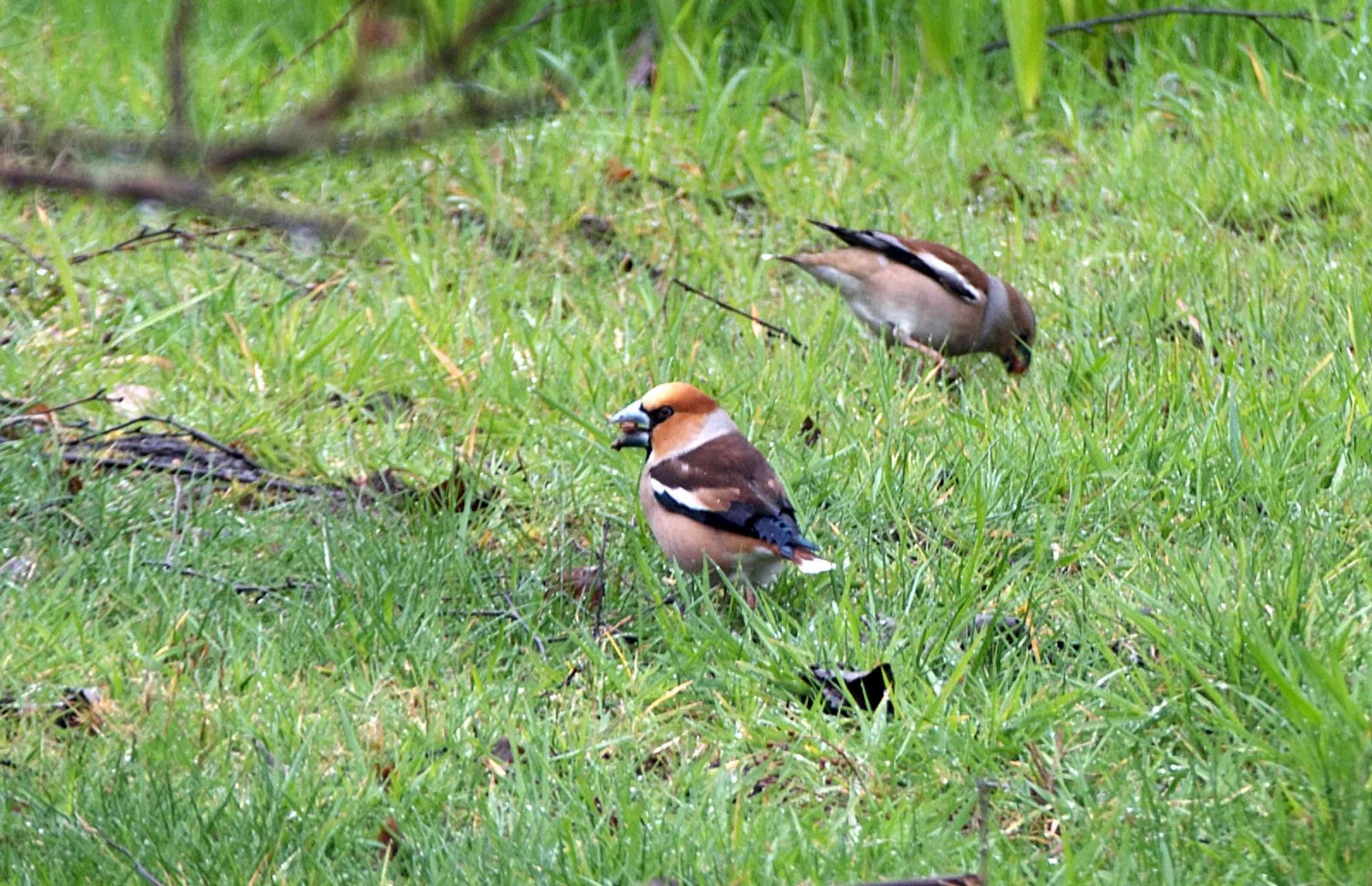

Le mâle adulte a la tête rousse et le cou noir, la nuque grise et le dos brun. Ses ailes larges sont bleu noir, traversées par une grande bande blanc roussâtre que l'on retrouve sous le ventre. Sa queue courte est brune avec le bout blanc. Son ventre est d'un brun rose très pâle et son bas-ventre blanc. La femelle ressemble beaucoup au mâle excepté que sa tête est moins rousse et que ses secondaires sont grises.
(Attention, vu de loin, confusion possible avec le jaseur boréal.)

Coccothraustes coccothraustes.

### Aspect du juvénile

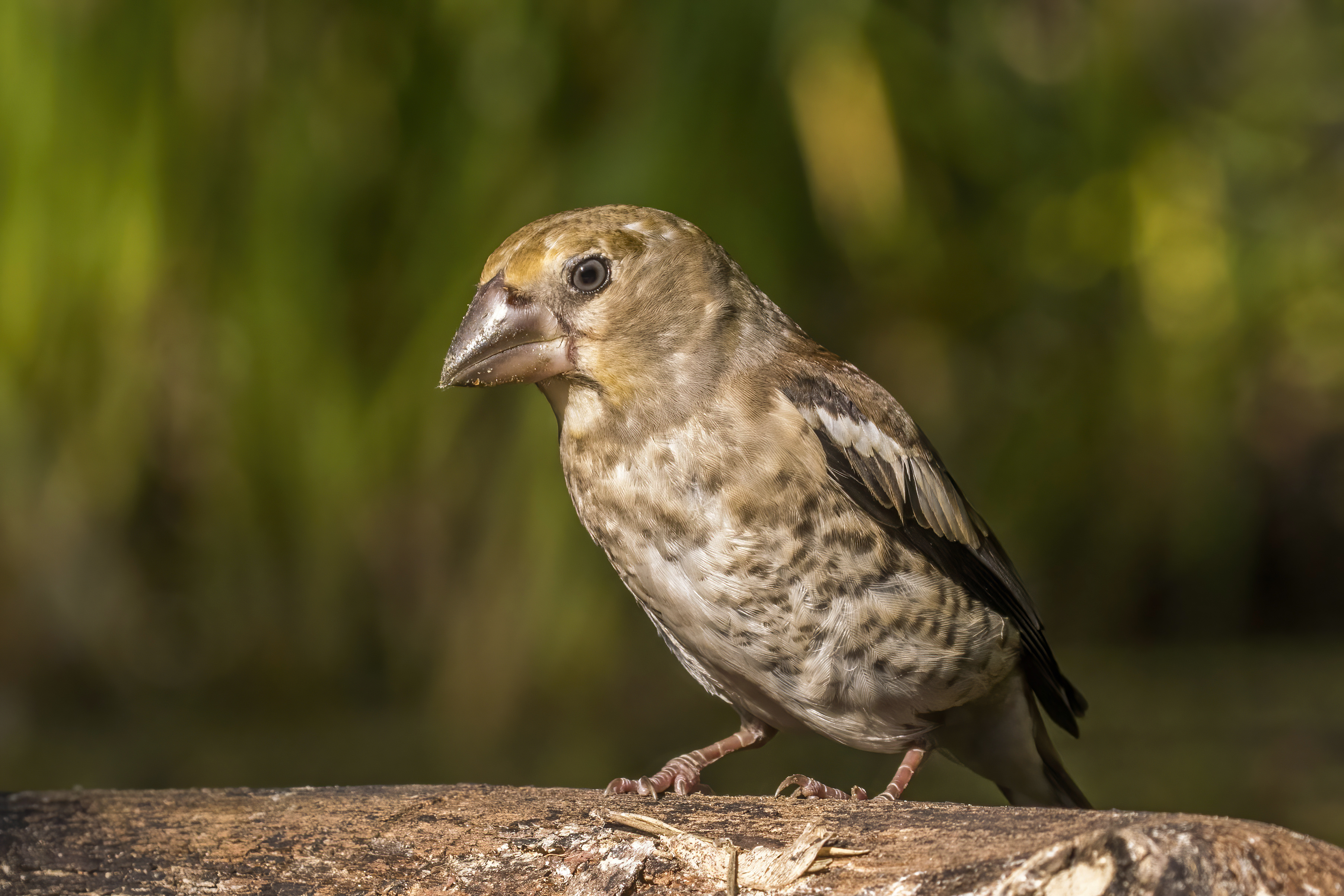
Un jeune gros-bec casse-noyaux près de Kecskemét en Hongrie. Aout 2019.

Le gros-bec juvénile a la tête brun jaune peu marquée, la poitrine et les flancs tachetés et la barre alaire séparée en deux.

## Chant
Il chante assez peu fréquemment et son chant est très hésitant et très peu sonore souvent un « tik-tik-tour-oui-ouit ». Au contraire ses cris sont sonores et explosifs, assez typiques, des « tsik » ou des « ptik...ptikit » et son appel un « tsrîîh » fin. Lorsqu'il est inquiété il lance un « kioûû » craintif.

## Comportement
Le gros-bec est très farouche, méfiant et assez erratique, il ne se laisse pas approcher facilement, et il s'enfuit pour se percher en haut des arbres et ne redescend que très craintivement de branche en branche.

Son vol est puissant et onduleux, et sa démarche sautillante est tanguée.
Lorsqu'un gros-bec mâle a réussi à séduire une femelle, il commence sa parade nuptiale. Le mâle hérisse ses plumes et agite ses ailes et sa queue. Ensuite, sa partenaire s'avance vers lui et il commence à faire des révérences. La parade se termine par un « baiser » entre les deux partenaires, ils collent leurs deux becs. À ce stade, le mâle va chercher de la nourriture qu'il dépose directement dans le bec de la femelle. Il arrive que pendant le vol nuptial les gros-becs se poursuivent en poussant de grands cris. Pendant cette période, le gros-bec se montre très nerveux et agressif.
L'hiver, lorsqu'il migre; il se regroupe souvent avec ses congénères de la même espèce.

## Longévité
Le gros-bec peut vivre environ 10 ans.

## Habitat
Cet oiseau se rencontre surtout dans les forêts de feuillus et de conifères qui comportent différentes espèces, mais il vit aussi dans les parcs, les vergers et les boqueteaux.

## Distribution

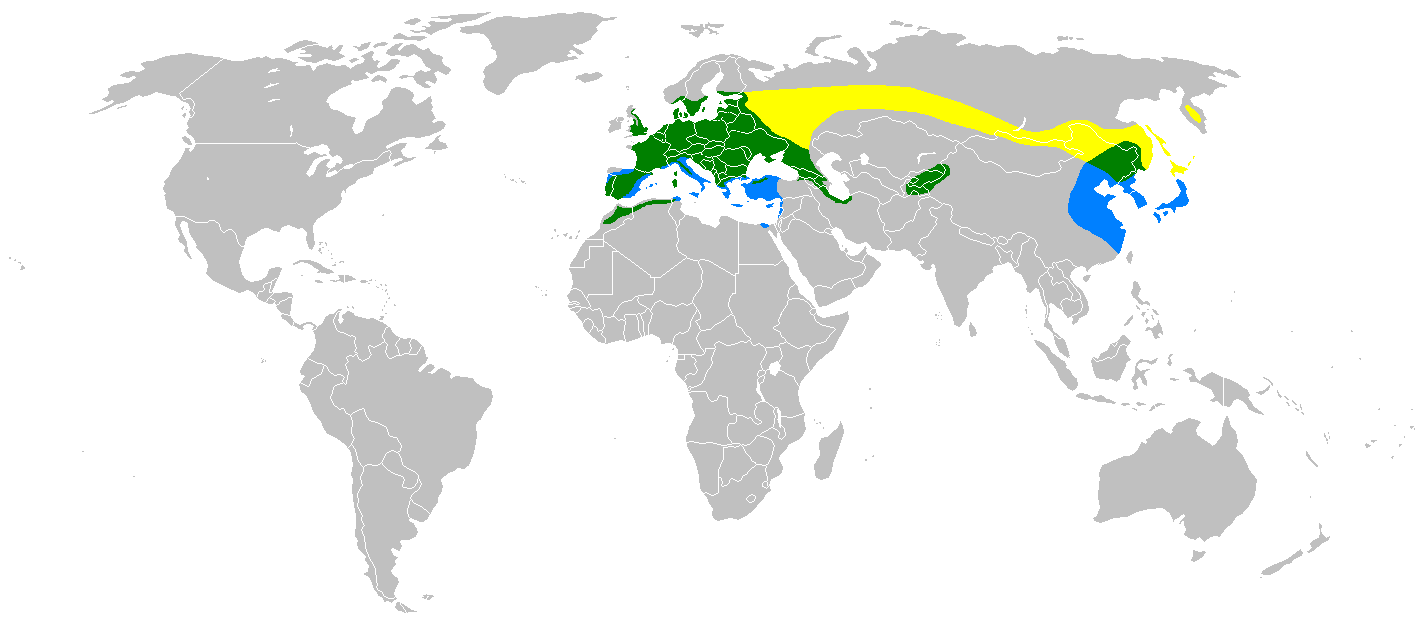
Répartition géographique
zone de reproduction d'été
zone d'habitat permanent
zone d'hivernage

Le Gros-bec est présent en Europe, Asie (sauf l'Asie du Sud-Est), Maghreb. Il s'égare aussi dans l'ouest de l'Alaska et des îles Aléoutiennes.

## Reproduction

### Nidification

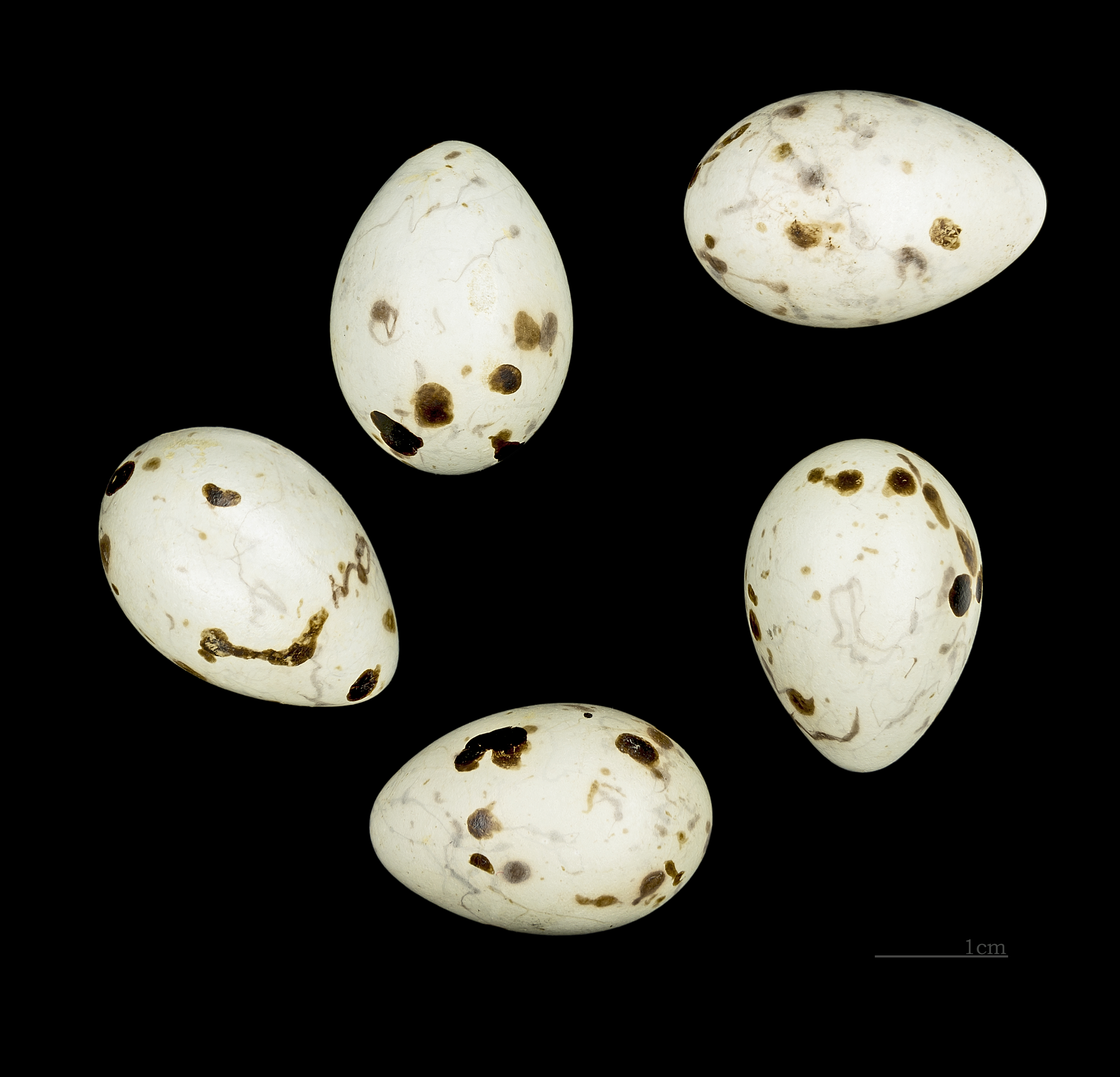
Œufs de Gros-bec casse-noyaux Muséum de Toulouse.

Il est arboricole et préfère les charmes, les hêtres et les érables pour établir son nid. Les gros-becs se regroupent souvent en colonies pour nicher, et chaque couple défend un petit morceau de territoire.
Son nid, dont le site est choisi par le mâle et les fondations construites aussi par lui, est situé à au moins 3 m du sol. Il est en forme de coupe et la femelle y apporte des radicelles, du poil et du crin.
Dès le nid achevé, la femelle y dépose 4 à 7 œufs d'environ 2 cm de longueur dont la teinte va du gris-bleu au vert pâle mais la couleur et les motifs (taches, stries...) de la coquille sont assez variables.
Le gros-bec produit normalement une couvée par an, exceptionnellement deux.

### Élevage des oisillons
L'incubation des œufs dure une dizaine de jours. C'est la femelle qui couve tandis que le mâle la ravitaille au nid.
À l'éclosion, les poussins sont recouverts d'un long duvet blanc très épais. Les parents les nourrissent d'insectes, mais principalement de chenilles. Les parents peuvent en porter une douzaine à la fois.
Au bout d'une douzaine de jours, parfois moins, les jeunes quittent le nid mais restent à proximité et sont nourris par les adultes encore pendant 15 jours.

## Alimentation

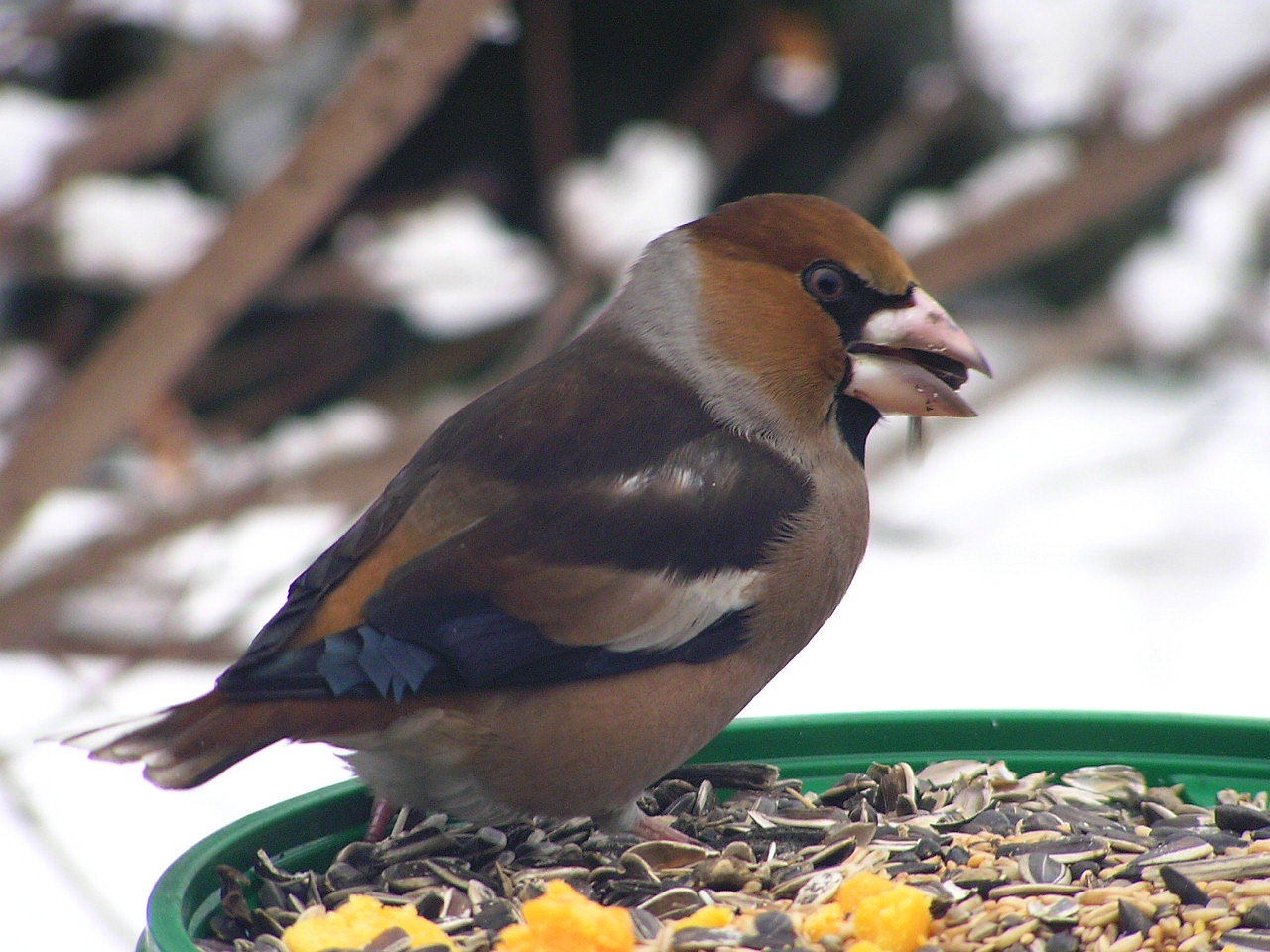
Un gros-bec décortiquant des graines.

Le gros-bec se nourrit principalement de noyaux et de graines qu'il décortique avec son bec très puissant grâce à la musculature impressionnante de ses mâchoires, car il faut une pression énorme pour casser un noyau. Mais au printemps lorsque les graines viennent à manquer, il change de régime alimentaire, devenant insectivore et se nourrit volontiers de chenilles et de cerfs-volants qu'il attrape au vol.

## Protection
Le gros-bec n'est pas facile à recenser vu qu'il est très farouche et donc difficile à observer. Il semble néanmoins que les populations aient diminué ces dernières années.